# یوروپا یونیورسالیس
یوروپا یونیورسالیس (انگلیسی: Europa Universalis) یک بازی استراتژی جنگی است که توسط پارادوکس دولوپمنت استودیو در سال ۲۰۰۰ منتشر شد. در اصل این بازی متعاقب عرضه نخستین سری سری های دیگری نیز ارائه شده بر اساس نقشه فرانسه ایجاد شده بود.